# Yonne
Yonne là một tỉnh của Pháp, thuộc vùng hành chính Bourgogne-Franche-Comté, tỉnh lỵ Auxerre, bao gồm các quận với các quận lỵ còn lại là: Avallon, Sens.